# Graphogonalia reversa
Graphogonalia reversa är en insektsart som beskrevs av Young 1977. Graphogonalia reversa ingår i släktet Graphogonalia och familjen dvärgstritar. Inga underarter finns listade i Catalogue of Life.